# Pere Bosch-Gimpera
Pere Bosch-Gimpera (in catalano Pere Bosch i Gimpera; Barcellona, 22 marzo 1891 – Città del Messico, 9 ottobre 1974) è stato un archeologo, antropologo e filologo spagnolo naturalizzato messicano.

## Biografia
Iniziò a studiare diritto, ma si iscrisse poi in filologia, ottenendo un dottorato nel 1911. Con l'obiettivo di diventare professore di greco ottenne anche un dottorato in storia nel 1913. Dal 1911 al 1914 studiò filologia greca, preistoria e storia antica a Berlino, con l'aiuto di una borsa di studio concessa dalla Junta de Ampliación de Estudios. Una volta lì, un consiglio di Wilamowitz-Moellendorf gli fece cambiare idea, iscrivendosi ai corsi di archeologia preistorica.
Dal 1916 al 1939 è stato presidente di storia antica e medievale presso l'Università di Barcellona. Allo stesso tempo, servì come direttore del Servizio di Ricerca Archeologica dell'"Institut d'Estudis Catalans". Dalla pubblicazione nel 1919 di Prehistoria Catalana, ha sostenuto con forza l'uso del catalano nelle pubblicazioni scientifiche. Tra il 1916 e il 1931, guidò la sezione archeologica dei musei di Barcellona; dal 1931-1933, è stato preside della Facoltà di Filosofia e Filologia e tra il 1933 e il 1939, è stato rettore dell'Università.
Coinvolto in politica catalana, fu Ministro della giustizia della Catalogna nel governo di Lluís Companys. Dopo gli eventi del 6 ottobre 1934, fu fatto prigioniero insieme ad altri membri del governo catalano sulla nave Uruguay, suscitando lamentele internazionali. Dopo la guerra civile spagnola andò in esilio in Messico, insieme a molti altri intellettuali spagnoli. Successivamente venne coinvolto in una campagna di diffamazione all'Università di Barcellona. Acquisì la nazionalità messicana nel 1971.
Ha anche insegnato presso diverse università europee tra cui Berlino (1921), Edimburgo (1936), Oxford (1939-1941), Parigi (1961) e Heidelberg (1966). Dal 1941 è stato professore presso l'Università Autonoma e la Scuola (Escuela Generale) di Archeologia presso l'Università nazionale autonoma del Messico, posizione che ha tenuto fino alla sua morte nel 1974. Era inoltre professore presso l'Università del Guatemala (1945-1947), direttore della Divisione di filosofia e Scienze Umanistiche dell'UNESCO (1948-1953), e segretario generale dell'Unione delle Scienze Antropologiche e etnologiche (1953-1966).

## Opere principali
- Prehistòria Catalana. Edats de la pedra i dels metalls, colonització grega, etnografia (1919)
- La arqueología preromana hispánica (1920)
- Etnología de la Península Ibérica (1932)
- El poblamiento antiguo y la formación de los pueblos de España (1945)
- El problema indoeuropeo (1960)
- El Próximo Oriente en la Antigüedad (1964)
- La Universitat i Catalunya (1969)
- Historia de Oriente (1971)
- La América precolombina (1971)
- Las raíces de Europa (1974)
- La América prehispánica (1974)